# Amaluza
Amaluza è una parrocchia urbana dell'Ecuador, capoluogo del cantone di Espíndola, nella provincia di Loja.